# Emile Mahieu
Emile Mahieu  ( 24 de octubre de 1861 - 22 de marzo de 1955 ) fue un pintor de arte y decoración belga de Eernegem .

## Biografía
Mahieu tomó clases (pintura decorativa/adornos) en la Real Academia de Bellas Artes de Amberes (KASKA) en el período 1880-1883. Su maestro fue Lucas Victor Schaefels .
La obra de Mahieu incluye docenas de pinturas, incluidos pinturas de paisajes, bodegones, pinturas religiosas y retratos. Estas obras datan del período 1884 a la primera mitad del siglo XX. Un ejemplo notable de un retrato es la "Madonnina de Mahieu" firmada en 1889. Esta pintura parece estar inspirada en la Madonnina del contemporáneo Roberto Ferruzzi. Curiosamente, la "Madonnina de Mahieu" se firmó 8 años antes de que la "Madonnina de Ferruzzi" ganara la segunda Bienal de Venecia en 1897.
Therese de Lisieux fue una importante fuente de inspiración para su arte religioso, ya que aparece varias veces en su obra. A menudo se la representa con un crucifijo y rosas en la mano. La mayor parte de su obra consiste en composiciones con frutas y flores, siendo innegable la influencia de su maestro Lucas Victor Schaefels, especialmente en sus primeros trabajos.
El estudio de pintura de Mahieu estaba ubicado en la parte trasera de la mansión " Casa de Anna Mahieu ". Decoró esta casa con escenas pintorescas. La pintura del techo de la sala de música de la cercana notaría Boedts también fue de su mano.

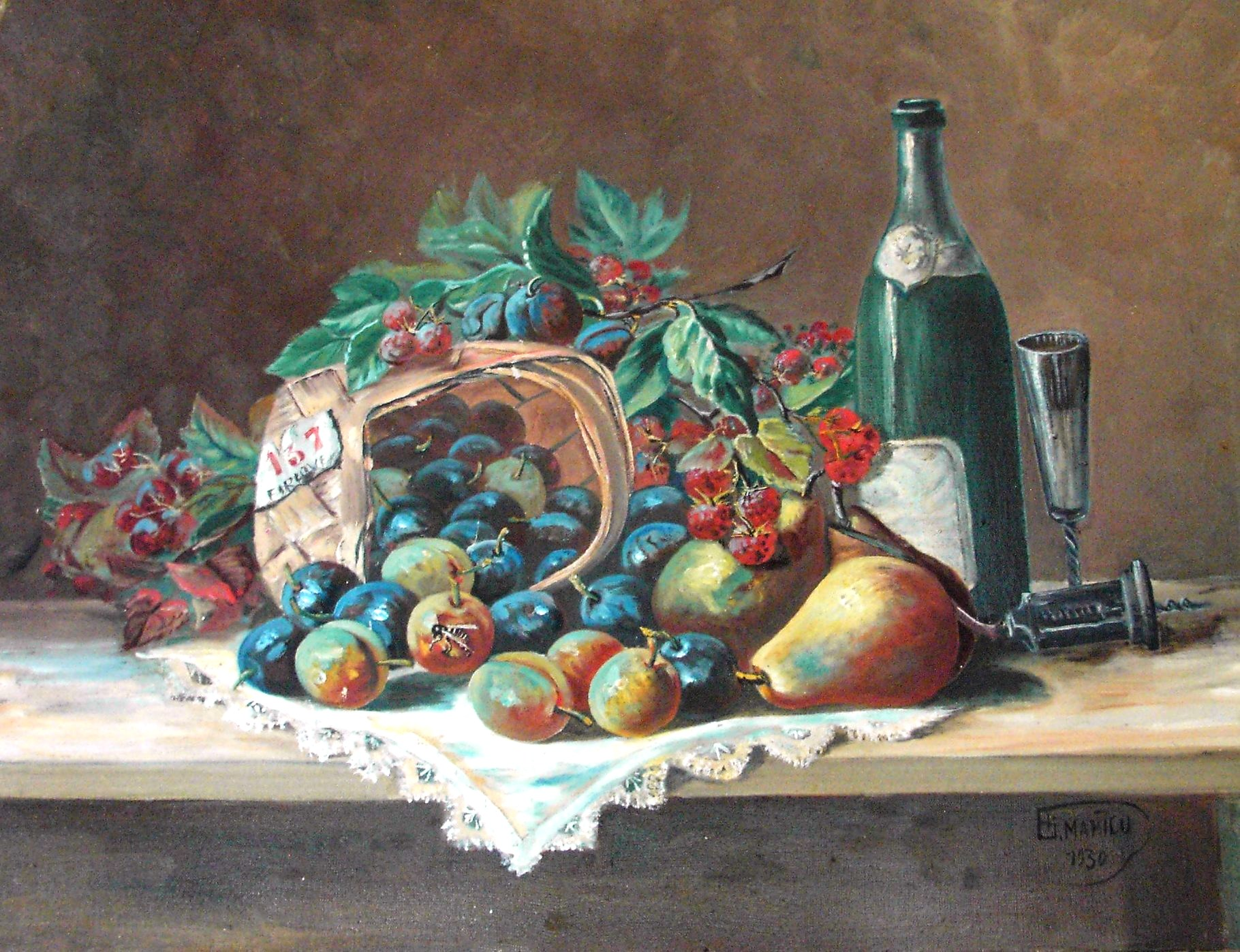
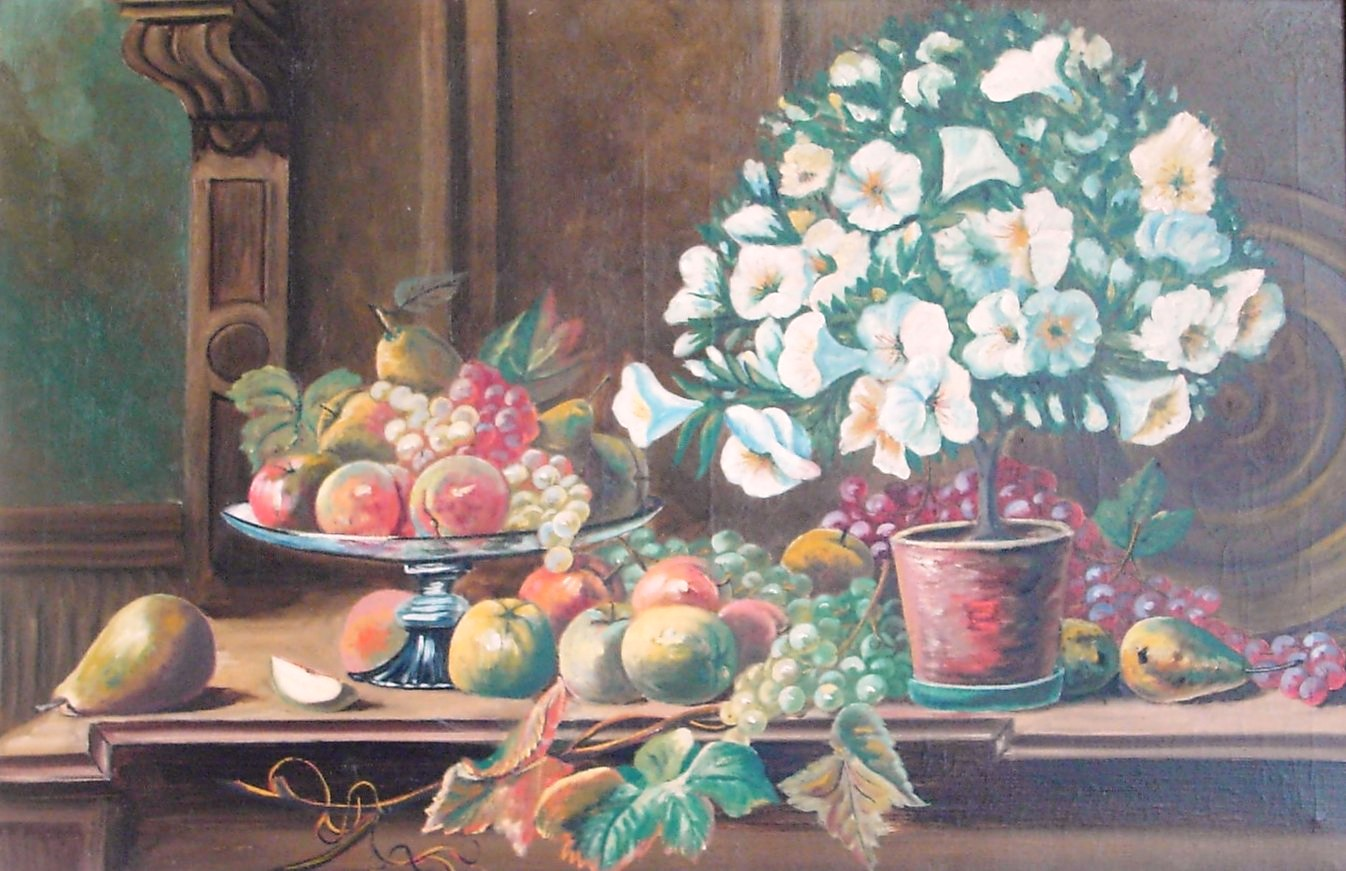
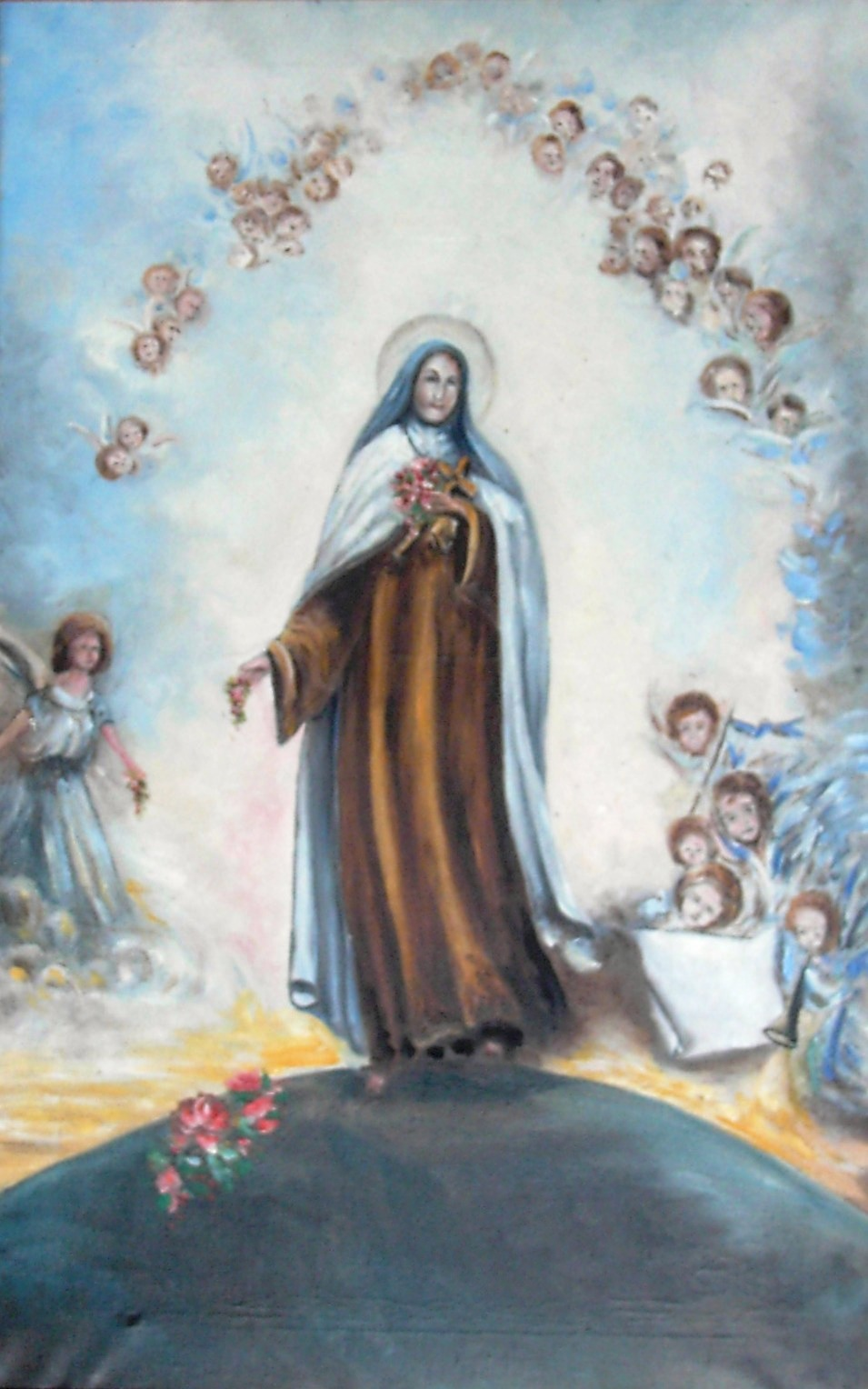
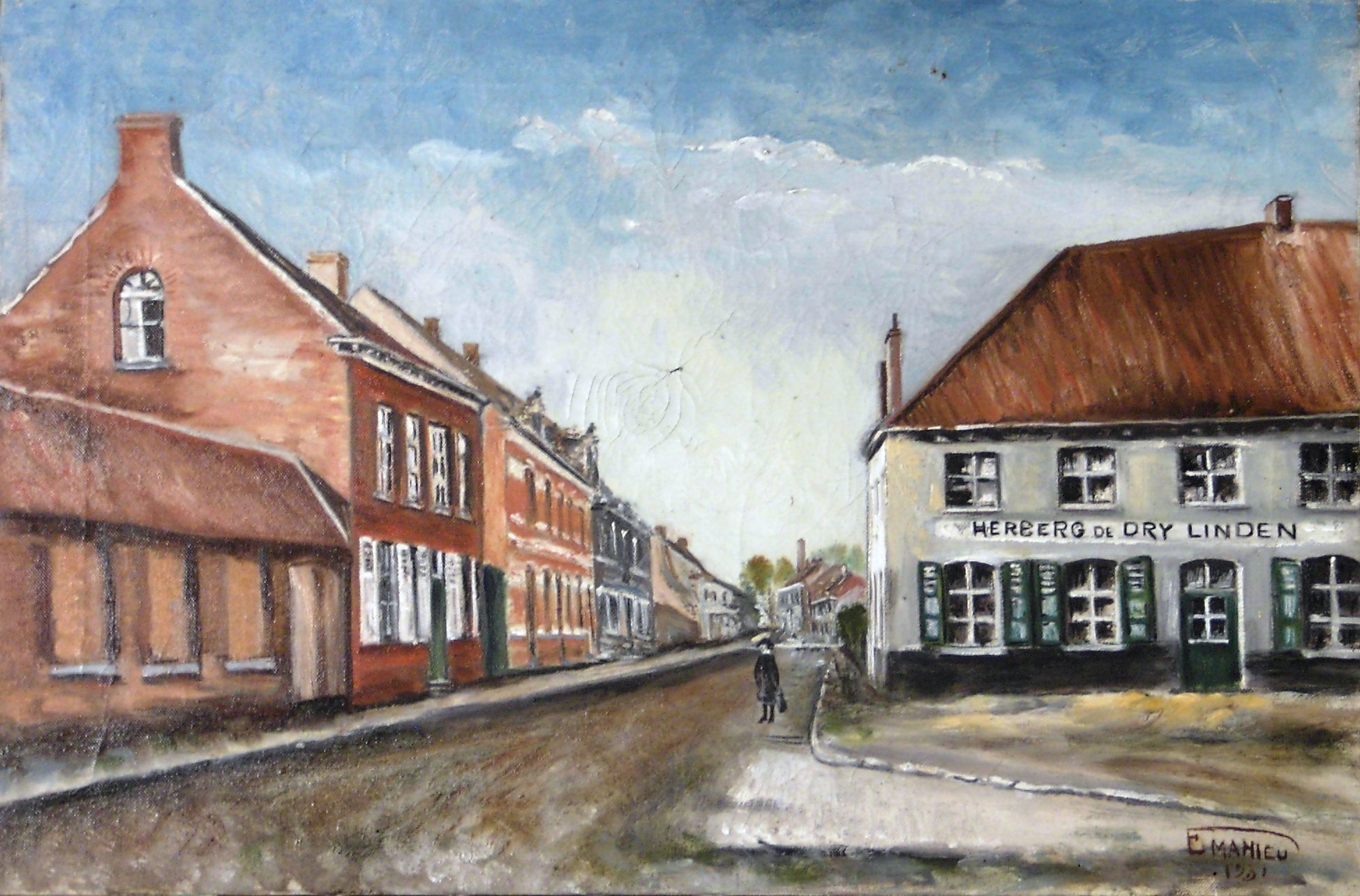
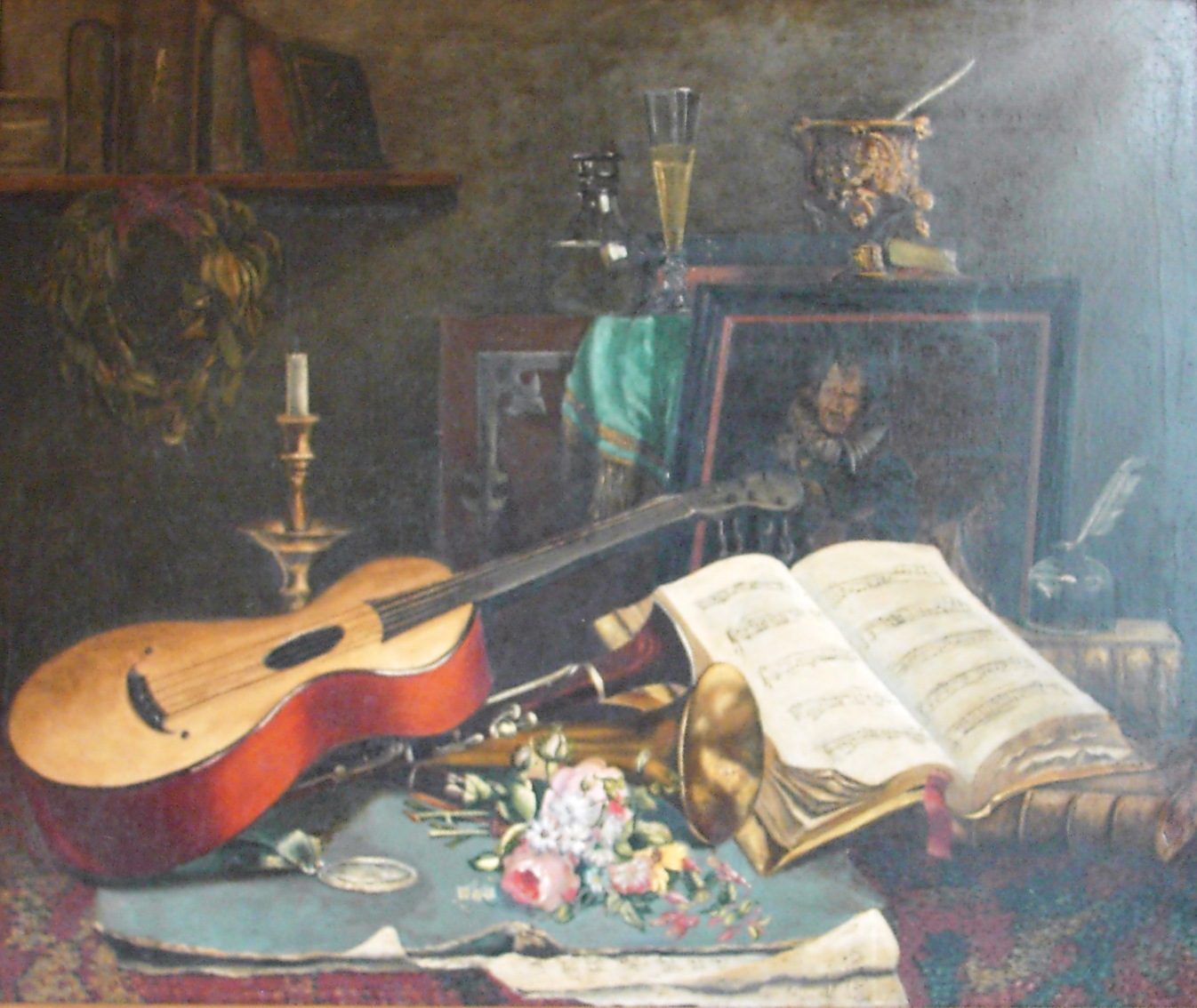

## Vida privada
Emile Mahieu tuvo tres hijos y fue el padrino de Anthony Devreker (nacido en Eernegem el 16/12/1923, muerto en acción a lo largo del Rin en los Países Bajos el 30/03/1945. 